# Liste der Monuments historiques in Saint-Lys
Die Liste der Monuments historiques in Saint-Lys führt die Monuments historiques in der französischen Gemeinde Saint-Lys auf.

## Liste der Bauwerke
| Bezeichnung | Beschreibung             | Standort               | Kennzeichnung | Schutzstatus | Datum | Bild           |
| ----------- | ------------------------ | ---------------------- | ------------- | ------------ | ----- | -------------- |
| Markthalle  | Erbaut von 1842 bis 1846 | Place Nationale (Lage) | PA31000068    | Inscrit      | 2004  | weitere Bilder |

## Liste der Objekte
- Monuments historiques (Objekte) in Saint-Lys in der Base Palissy des französischen Kultusministeriums